# Цртица-минус
Цртица-минус (-) је типографски карактер који се користи у дигиталним документима и рачунарству. Он може представљати цртицу (-) или знак минус (-).

## Опис
Употреба једног истог карактера за цртицу и минус је компромис направљен у раним данима писаћих машина са фиксном ширином и компјутерских екрана. Међутим, у правилном слагању и графичком дизајну постоје различити знакови за цртице, црте и знак минус . Цртица-минус је ипак још увек у широкој употреби, јер је опште позната, лако ју је унети на тастатури и на истој је локацији у свим уобичајеним скуповима карактера. 

## Као знак минус
Већина програмских језика, ограничавајући се на седмобитни ASCII, користе цртицу-минус, а не Уникод знак  U+2212 − minus sign, за одузимање и негативне бројеве.
Знак минус је номинално исте ширине као и знак плус. У пропорционалним фонтовима, знак минус је дужи од цртице. Приликом заокруживања речи може доћи до прелома код цртице-минуса, али не и код знака минус, јер се он третира као математички симбол. Због ових разлика, користити карактер „-” као замену за знак минус, непожељно је у професионалној типографији. 

## Командна линија
ASCII цртица-минус се такође често користи приликом одређивања опција командне линије. Знак обично прати једно или више слова која указују на одређене радње. 

## Остале употребе
На писаћим машинама, било је уобичајено да се користе две цртице уместо црте, а ова конвенција се још увек понекад користи при куцању текста на рачунару. 
Цртица-минус се често користи за представљање црте, која се може користити за означавање опсега (као што је временски опсег „2000–2004”), смер (нпр. „ауто-пут Београд–Загреб”), и слично. Црта је обично дужа него цртица, али у фонту са фиксном ширином нема разлике.  
У неким програмским језицима, секвенца -- означава почетак коментара. Такође се може користити као почетак електронског потписа. 